# Håkan Sjöö
Nils Håkan Ernfrid Sjöö, född 27 januari 1938 i Reftele församling, död 21 oktober 2021 i Halmstad, var en svensk fotbollsspelare och fotbollstränare.
1959 värvade IS Halmia Håkan Sjöö som anfallare för Halmstadlaget. Följande år, 1960, vann Sjöö skytteligan med sina 24 seriemål. Under framgångsåren 1961 och 1962 tog Sjöö, tillsammans med bland andra Bertil "Klumpen" Nilsson och Roland Sandström, IS Halmia till Allsvenskan. På Örjans vall var det en historisk storpublik på 20 381 åskådare i matchen mot Landskrona Bois.
1963 blev det endast en allsvensk match för Håkan. Efter att ha tagit Halmia till Allsvenskan åkte han på landslagsturné i Asien där han bröt benet.
Sjöö återvände dock till Halmia redan året därpå, 1964, och vann Hallandspostens pris Dribblern för bästa fotbollsprestation 1965.